# Kokumin Shimbun

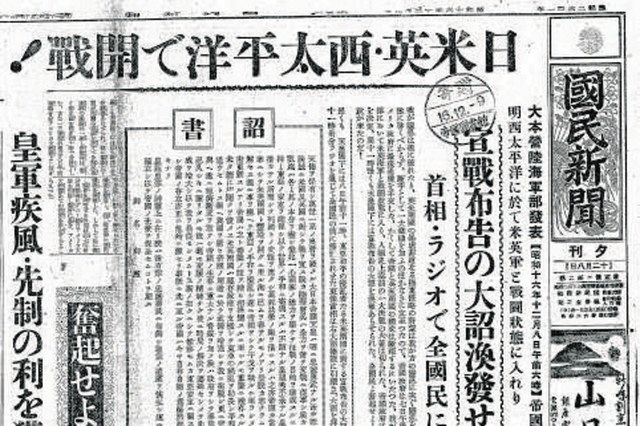
Titelseite der Zeitung

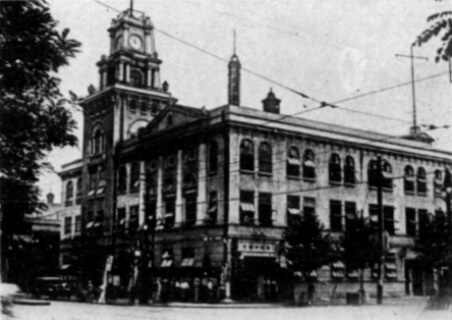
Verlagshaus

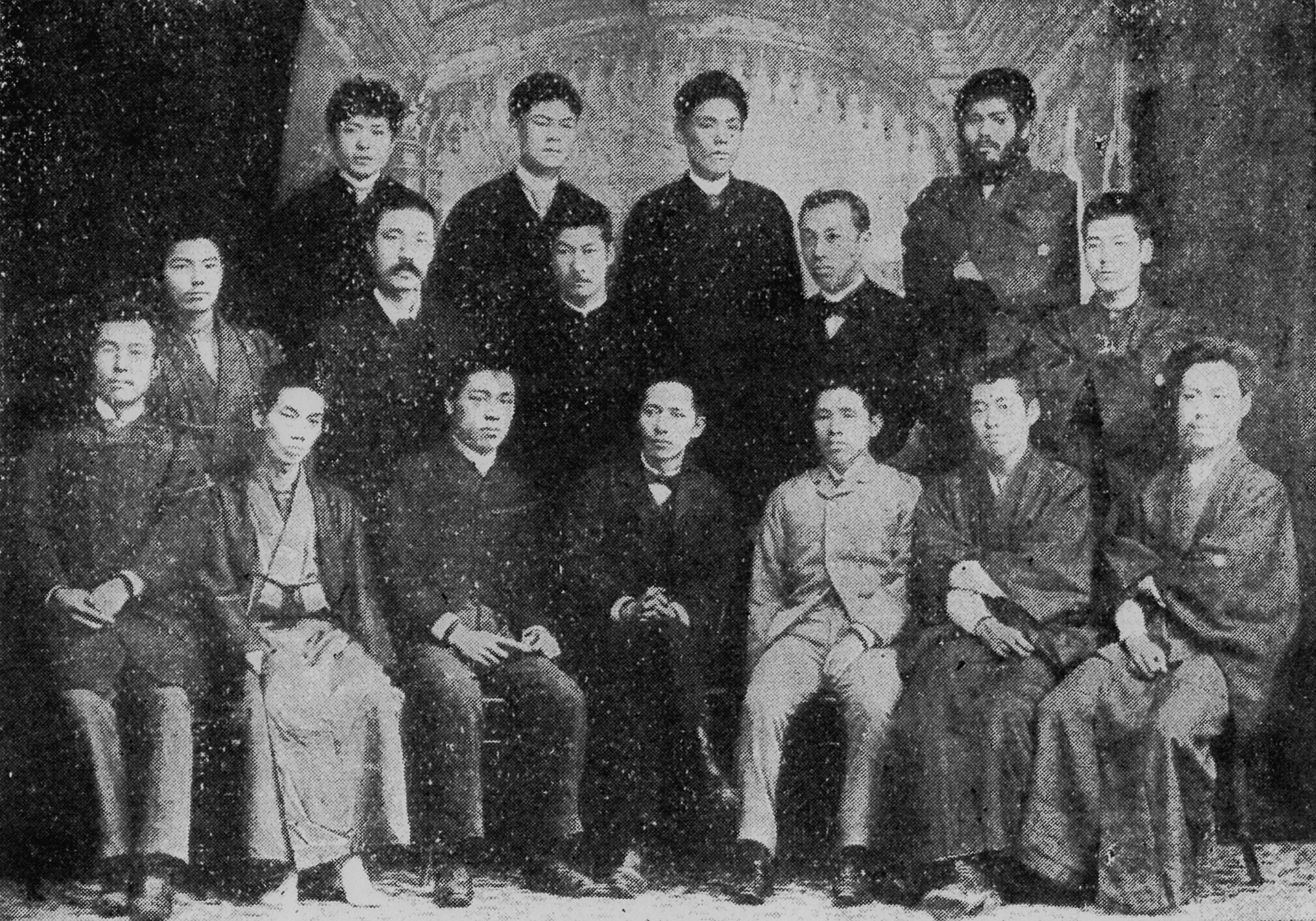
Mitarbeiter 1890

Kokumin Shimbun (japanisch 國民新聞) war eine politische Tageszeitung in Japan, die von 1890 bis 1942 erschien. Ihren Sitz hatte sie in der ebenfalls im Pazifikkrieg aufgelösten Stadt Tokio.

## Übersicht
Die Kokumin Shimbun wurde am 1. Februar 1890 von Tokutomi Sohō (1863–1957) gegründet. Inmitten der lebhaften Debatte über die Revision der „Ungleichen Verträge“  befürworteten Intellektuelle eine Politik der Europäisierung vom Standpunkt eines aufgeschlossenen Nationalismus und einer Bürgerdemokratie. Das stand im Gegensatz zu dem Nationalismus, der Japans Politik der Europäisierung ablehnt. Tokutomi trennte sich dann aber nach und nach von Ōkuma Shigenobu (1838–1922) und Matsukata Masayoshi (1825–1924), schloss sich der konservativen Chōshū-Fraktion von Yamagata Aritomo und Katsura Tarō (1848–1913) an und wurde zu deren Sprachrohr.
Am Ende des Russisch-Japanischen Krieges setzte Tokutomi sich gegen die öffentliche Meinung für den Friedensvertrag ein, weshalb sein Verlag am 5. September 1905 von einem Mob, der gegen den Friedensvertrag aufstand, in Brand gesteckt wurde. Nach Katsuras Tod begann Tokutomi ab 1. Juli 1916 mit der Veröffentlichung der Serie „Kinsei Nihon Kokuminshi“ (近世日本国民史) – „Japanische Nationalgeschichte der Neuzeit“, worauf die Leserschaft wieder zunahm. Er stützte sich auf die Ressourcen des Unternehmers Ishikawa Takemi (石川 武美; 1887–1961), der zum Kōshū-Finanzkonglomerat (甲州財閥, Kōshū zaibatsu) gehörte. Dazu kamen die Mittel des Unternehmers Nezu Kaichirō I.
Im Januar 1929 verließ Tokutomi jedoch Kokumin Shimbun aus Protest gegen die Einmischung von Nezu. Danach wurde die Zeitung vorübergehend an die Zeitung  „Shin Aichi“ (新愛知) übergeben, bis sie dann bei der von der Kriegsregierung und dem Innenministerium orchestrierten landesweiten Zeitungsvereinigung unter der Devise „eine Präfektur, eine Zeitung“ (一県一紙 ikken isshi) im September 1942 mit der „Miyako Shimbun“ (都新聞) zur Tōkyō Shimbun als Präfekturzeitung von Tokio fusionierte.